# War Babies (film)
War Babies è un cortometraggio comico del 1932 diretto da Charles Lamont, con protagonista Shirley Temple.

## Descrizione
Si tratta del secondo nel serial cinematografico in otto episodi Baby Burlesks, che satireggiava recenti produzioni cinematografiche ed eventi politici dell'epoca. Il cast era interamente composto da bambini in età pre-scolare vestiti spesso solo di un pannolino fermato da una grossa spilla da balia, o in alternativa con indumenti da adulti. Nella sua autobiografia, Shirley Temple descrisse Baby Burlesks "un cinico sfruttamento della nostra innocenza infantile", e fece notare come questi cortometraggi fossero talvolta razzisti o sessisti.
Il cortometraggio dura 11 minuti ed è una satira del film Gloria (What Price Glory?), ambientato nella prima guerra mondiale. L'azione si svolge nel "Buttermilk Pete's Café", dove i bambini ballano, cantano, suonano musica e bevono latte pagando le consumazioni in lecca-lecca. Shirley Temple interpreta la ballerina Charmaine, una parodia di Dolores del Río, mentre Eugene Butler e Georgie Smith sono due soldati in lizza per il suo affetto. Shirley ha il suo primo bacio sullo schermo con Eugene Butler. Altri bambini nel cast sono Georgie Billings, Dorian Samson, Philip Hurlic e Ashley Shepherd.
Shirley Temple pronuncia le sue prime parole sullo schermo: «Mais oui, mon cher».